# (33324) 1998 QE56
1998 QE56 (asteroide 33324) é um asteroide da cintura principal. Possui uma excentricidade de 0.08068770 e uma inclinação de 23.73380º.
Este asteroide foi descoberto no dia 28 de agosto de 1998 por LINEAR em Socorro.